# Clara Burel
Clara Burel (pronunciación en francés: /klaʁa byʁɛl/; 24 de marzo de 2001) es una tenista francesa. Alcanzó la final del Abierto de Australia Junior en 2018 perdiendo ante Liang En-shuo. Ese mismo año compitió en el Torneo de Roland Garros y representó a su país en los Juegos Olímpicos de la Juventud 2018 celebrados en la ciudad de Buenos Aires, Argentina, donde obtuvo la medalla de plata en la modalidad individual y la de bronce en la de dobles mixtos.

## Títulos WTA (0; 0+0)

### Individual (0)
| Leyenda        |
| Grand Slam (0) |
| WTA Finals (0) |
| WTA 1000 (0)   |
| WTA 500 (0)    |
| WTA 250 (0)    |

#### Finalista (2)
| N.º | Fecha               | Torneo  | Superficie    | Oponente en la final   | Resultado        |
| 1.  | 18 de julio de 2021 | Lausana | Tierra batida | Tamara Zidanšek        | 6-4, 6-7(5), 1-6 |
| 2.  | 30 de julio de 2023 | Lausana | Tierra batida | Elisabetta Cocciaretto | 5-7, 6-4, 4-6    |

## Títulos WTA 125s

### Individual (1–1)
| Resultado | Fecha                   | Torneo | Superficie | Oponente     | Puntaje       |
| --------- | ----------------------- | ------ | ---------- | ------------ | ------------- |
| Campeona  | 10 de diciembre de 2023 | Angers | Dura (i)   | Chloé Paquet | 3-6, 6-4, 6-2 |

## Finales de Grand Slam Junior

### Individual: 2 (2 finales)
| Resultado | Año  | Torneo                    | Superficie | Oponente      | Marcador |
| --------- | ---- | ------------------------- | ---------- | ------------- | -------- |
| Derrota   | 2018 | Abierto de Australia      | Dura       | Liang En-shuo | 3-6, 4-6 |
| Derrota   | 2018 | Abierto de Estados Unidos | Dura       | Wang Xiyu     | 6-7, 2-6 |